# Volby do Sněmu Karpatské Ukrajiny 1939
Volby do Sněmu Karpatské Ukrajiny byly volby do nejvyššího zákonodárného sboru autonomní Karpatské Ukrajiny/Podkarpatské Rusi v rámci druhé československé republiky, konané v únoru 1939. Sněm měl 32 poslanců oproti 18 členům původního Zemského zastupitelstva Podkarpatské Rusi.

## Historické pozadí
Autonomii Podkarpatské Rusi předpokládala již Saintgermainská smlouva z roku 1919 a Ústavní listina Československé republiky. Byla ale realizována až ústavním zákonem ze dne 22. listopadu 1938, kterým Podkarpatská Rus získala, podobně jako Slovensko, širokou autonomii s vlastní vládou.
Volby do sněmu Karpatské Ukrajiny se uskutečnily až 12. února 1939 a zúčastnila se jich pouze jednotná kandidátka Ukrajinské národní jednoty vedená zemským premiérem Augustinem Vološinem. Podání opoziční kandidátní listiny bylo zabráněno násilím. Volební účast dosáhla 92 % a pro vládní kandidátku se vyslovilo 93 % voličů. Volebním soudu byly podány tři stížnosti na průběh voleb; jedna byla z formálních důvodů odmítnuta, další dvě soud nestihl do okamžiku nacistické okupace českých zemí projednat.
Sněm se sešel pouze jednou – 15. března 1939, kdy vyhlásil nezávislost země jako Republika Karpatská Ukrajina. Na její území ale vstoupila armáda Maďarského království a po krátkých bojích ji 18. března obsadila.

## Výsledky
Všech 32 mandátů získala Ukrajinská národní jednota, která obdržela celkem 93 % hlasů. Největší podpora pro jednotnou kandidátku byla v okrese Volové (98 %), nejmenší v okrese Čynadijovo (80 %). V hlavním městě Karpatské Ukrajiny Chust listina dostala 75 % hlasů.
|                        |                            |         |       |         |         |
| Strana                 | Strana                     | Hlasy   | Hlasy | Mandáty | Mandáty |
| Strana                 | Strana                     | Počet   | %     | Počet   | ±       |
|                        | Ukrajinská národní jednota | 243 832 | 93,2  | 32      | +32     |
|                        | Prázdné lístky             | 17 741  | 6,8   | –       | –       |
| Neplatné hlasy         | Neplatné hlasy             | 2 324   | 0,9   | –       | –       |
| Celkem hlasů           | Celkem hlasů               | 263 897 | 100   | 32      | +14     |
| Voličů v seznamu/účast | Voličů v seznamu/účast     | 284 365 | 92,8  |         |         |
| Zdroj:                 |                            |         |       |         |         |

| \| Podíl hlasů \| Podíl hlasů \| Podíl hlasů \| Podíl hlasů \| Podíl hlasů \| \| ------------------- \| ------------------- \| ----------- \| ----------- \| ----------- \| \| \| \| \| \| \| \| Jednotná kandidátka \| Jednotná kandidátka \| \| 93,2 % \| 93,2 % \| \| Prázdné hlasy \| Prázdné hlasy \| \| 6,8 % \| 6,8 % \| |                     |  |        |        |
| Podíl hlasů |                     |  |        |        |
| |                     |  |        |        |
| Jednotná kandidátka | Jednotná kandidátka |  | 93,2 % | 93,2 % |
| Prázdné hlasy | Prázdné hlasy       |  | 6,8 %  | 6,8 %  |

### Zvolení poslanci[9]
1. Augustin Vološin, předseda vlády Karpatské Ukrajiny, Chust

2. Julian Révay, ministr Karpatské Ukrajiny, Chust

3. Julij Braščajko, advokát, Chust

4. Michajlo Braščajko, notář, Chust

5. Ivan Gryga, rolník, Vyšni Verecky

6. Adalbert Dovbak, umělec, Izky

7. Mykola Dolynaj, lékař, Chust

8. Miloš Drbal, advokát, Chust, za českou menšinu

9. Augustin Dutga, soudce, Chust

10. Ivan Ihnatko, rolník, Bilky

11. Volodymyr Komaryňskyj, advokát, Chust

12. Ivan Kačala, železničář, Perečyn

13. Vasyl Klympuš, obchodník, Jasiňa

14. Štefan Kločurak, úředník, Chust

15. Vasyl Lacanyč, učitel, Velykyj Bereznyj

16. Mykola Mandzjuk, učitel, Sevljuš

17. Mychajlo Maruščak, hospodář, Velykyj Byčkiv

18. Leonid Romaňuk, úředník, Chust

19. Grygorij Mojš, protopop, Bila Cerkva, za rumunskou menšinu

20. Dmytro Nimčuk, ředitel, Chust

21. Anton-Ernest Oldofredi, tajemník, Chust, za německou menšinu

22. Jurij Pazuchanyč, inspektor, Chust

23. Ivan Perevuznik, rolník, Seredyne

24. Petro Popovyč, rolník, Velyki Lučky

25. Fedir Révay, ředitel tiskárny, Chust

26. Mykola Rizdorfer, lékař, Svaljava

27. Stěpan Rosocha, úředník, Chust

28. Jurij Stanyněc, farář, Voninovo

29. Vasyl Ščobej, hospodář, Vulchivci

30. Augustin Štefan, vedoucí ministerstva školství, Chust

31. Kyrylo Fedeleš, katecheta, Bilky

32. Mychajlo Tulyk, redaktor, Chust